# Generational Divide
Generational Divide è un singolo del gruppo musicale statunitense Blink-182, pubblicato nel 2019 ed estratto dall'album Nine.

## Video musicale
Il videoclip, diretto da Kevin Kerslake, è stato reso disponibile in contemporanea del lancio del singolo attraverso il canale YouTube del gruppo.

## Tracce
Download digitale
1. Generational Divide – 0:49

## Formazione
- Mark Hoppus – voce, basso
- Matt Skiba – voce, chitarra
- Travis Barker – batteria, percussioni